# Matt Bennett

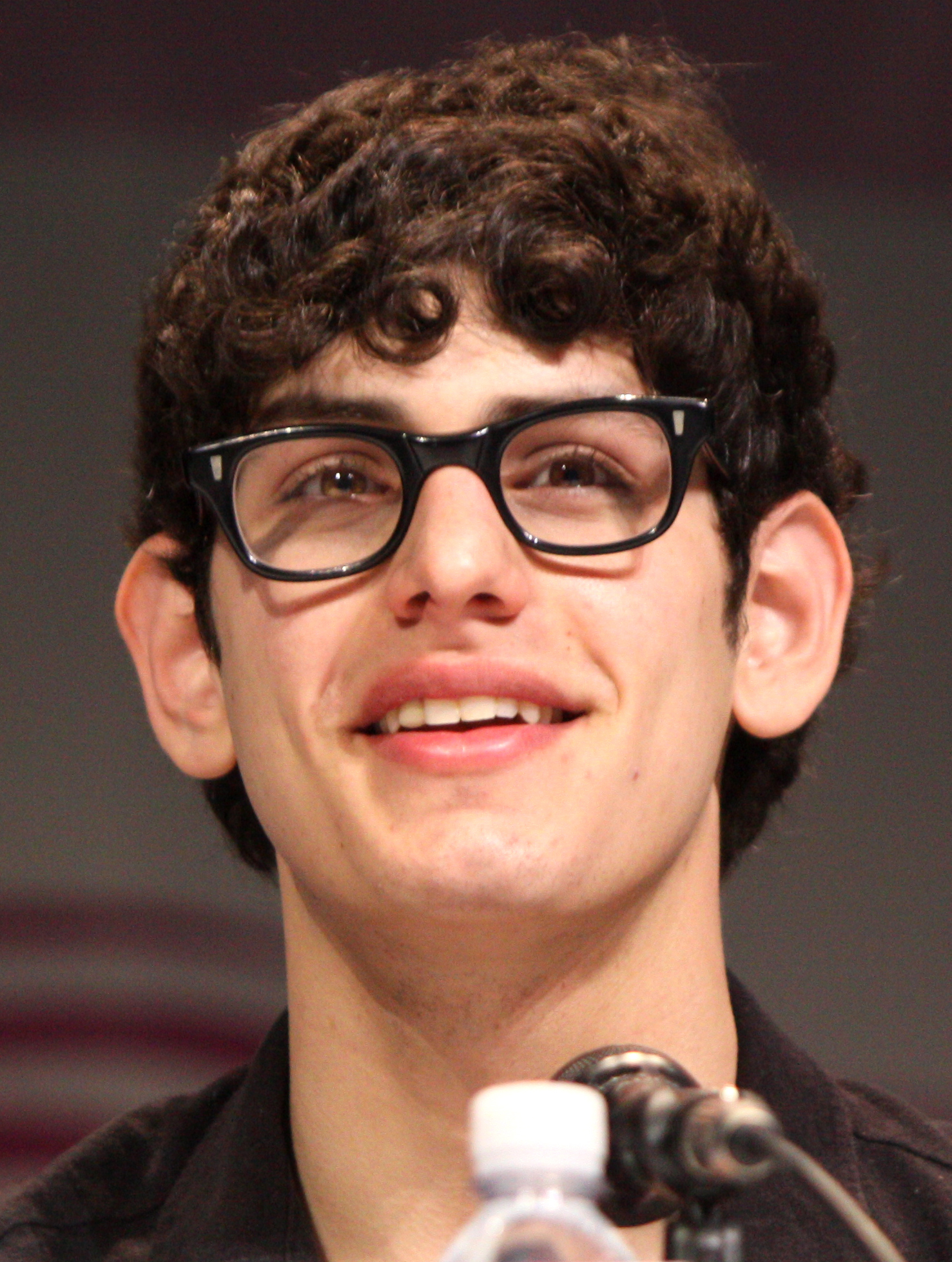
Matt Bennett 2013 auf der WonderCon

Matthew Bennett  (* 13. November 1991 in Massapequa, New York) ist ein US-amerikanischer Schauspieler. Am bekanntesten ist er durch seine Darstellung der Rolle des Robbie Shapiro in der Nickelodeon-Serie Victorious.

## Leben
Bennett begann seine Schauspielausbildung bei einem auf Long Island beheimateten „Way Off Broadway“-Unternehmen. Seinen ersten Auftritt hatte er in The Yard. Später setzte er seine Ausbildung bei der Upright Citizens Brigade in New York fort.
Nach Auftritten in Werbespots bekam Bennett 2009 einen Gastauftritt als Greg in der von Comedy Central ausgestrahlten Serie Michael & Michael Have Issues.
Er schrieb zusammen mit Bayou Bennett und Daniel Lir das Drehbuch zum Kurzfilm Text Me, in dem er auch mitspielte. Text Me erhielt auf dem „Third Screen Film Festival“ und der „Short Film Competition“ den Preis Best Comedy.
2010 trat Bennett im Film The Virginity Hit auf. In einem Interview sagte Bennett, dass der Produzent den Darstellern Kameras gab, mit denen sie in ihrer Freizeit alles Mögliche aufnehmen sollten. Laut Bennett wurden 20 % des Filmes nach dem Skript gedreht, die anderen Szenen wurden durch die Schauspieler selbst aufgenommen. The Virginity Hit wurde von Will Ferrell und Adam McKay produziert.
Von 2010 bis 2013 war Bennett in der US-amerikanischen Fernsehserie Victorious zu sehen. In der von Dan Schneider entwickelten Serie spielte er die Rolle des Robbie Shapiro. Wie alle anderen Hauptdarsteller von Victorious spielte er bei dem ebenfalls von Dan Schneider produzierten Crossover zwischen Victorious und iCarly mit. 2015 spielte er in einer Episode den Halbbruder von Howard Wolowitz (Simon Helberg) in der Serie The Big Bang Theory.

## Filmografie
- 2009: Michael & Michael Have Issues (Fernsehserie, Episode 1x01)
- 2009: Totally for Teens (Fernsehserie, Episode 1x01)
- 2010: The Virginity Hit
- 2010–2013: Victorious (Fernsehserie)
- 2011: Brautalarm (Bridesmaids)
- 2011: iCarly: Party mit Victorious (iCarly: iParty with Victorious)
- 2011: The Death and Return of Superman (Kurzfilm)
- 2012: iCarly (Fernsehserie, Episode 6x01)
- 2012: Ice Age 4 – Voll verschoben (Ice Age: Continental Drift)
- 2013: Text Me (Kurzfilm)
- 2014: Sam & Cat (Fernsehserie, Episode 1x23)
- 2015: Ich und Earl und das Mädchen (Me and Earl and the Dying Girl)
- 2015: The Big Bang Theory (Fernsehserie, Episode 8x20)
- 2015: The Stanford Prison Experiment
- 2015: Game Shakers – Jetzt geht’s App (Game Shakers, Fernsehserie, Episode 1x05)
- 2015: Shameless (Fernsehserie, Episode 5x09)
- 2016: Fresh Off the Boat (Fernsehserie, Episode 2x22)
- 2018: Grey’s Anatomy (Fernsehserie, Episode 14x15)
- 2018: American Vandal (Fernsehserie, 4 Episoden)